# Skogsbergia lerneri
Skogsbergia lerneri är en kräftdjursart som först beskrevs av Louis S. Kornicker 1958.  Skogsbergia lerneri ingår i släktet Skogsbergia och familjen Cypridinidae. Inga underarter finns listade i Catalogue of Life.